# Афанасий (Дроздов)
Архиепископ Афанасий (в миру Александр Васильевич Дроздов; 1800, Белёвский уезд, Тульская губерния — 7 [19] декабря 1876, Астрахань) — епископ Русской православной церкви, архиепископ Астраханский и Енотаевский.

## Биография
Родился в 1800 году в селе Умришенки, Белёвского уезда, Тульской губернии, в семье потомственного священника Василия Авраамовича и его супруги Ирины Семёновны.
По окончании курса Тульской духовной семинарии поступил в Московскую духовную академию.
18 декабря 1823 года пострижен в монашество.
20 октября 1824 года окончил курс академии со степенью магистра.
21 ноября того же года рукоположен во иеромонаха и оставлен при академии бакалавром.
23 августа 1828 года назначен ректором Пензенской духовной семинарии.
С 16 сентября 1828 года — архимандрит Краснослободского Крестовоздвиженского монастыря Пензенской епархии.
С 17 июля 1829 года — ректор Костромской духовной семинарии, а с 27 июля того же года — настоятель Костромского Богоявленского монастыря.
В декабре 1837 года утверждён ректором Рязанской духовной семинарии и настоятелем Рязанского Спасского монастыря.
С 4 апреля 1840 года — ректор Херсонской духовной семинарии и архимандрит Одесского Успенского монастыря.
29 ноября того же года назначен настоятелем Одесского Успенского собора.
С 14 апреля 1841 года — ректор Санкт-Петербургской духовной академии и управляющий Ростовским Богоявленским монастырём.
В период ректорско-преподавательской деятельности он отличался порывистостью в своих действиях, ум имел острый, способный врываться в глубь предметов, обладал небывалой памятью, без устали и перерывов занимался изучением классической светской и духовной литературы. Он в совершенстве знал несколько языков: еврейский, латинский, греческий, французский, немецкий, основательно английский, занимался изучением итальянского. Все произведения читал в основном в первоисточниках. В последние 25 лет своей жизни на русском языке он почти ничего не читал.
Занятие классической литературой было направлено им специально к тому, чтобы глубже изучить Библию.
Помимо занятий духовной наукой преосвященный Афанасий увлекался изучением естественных наук. Он в совершенстве знал физику, ботанику, геологию, минералогию, высшую математику, занимался астрономией, анатомией.
Об учености владыки Афанасия стало известно обер-прокурору Святейшего Синода графу Н. А. Протасову. При его содействии преосвященный Афанасий был назначен ректором Санкт-Петербургской духовной академии. Его положение в Санкт-Петербурге архиепископ Никанор называет трагическим, так как, выполняя волю обер-прокурора, он невольно шёл вразрез с мнениями митрополита Московского Филарета (Дроздова).
15 августа 1842 года хиротонисан во епископа Винницкого, викария Подольской епархии.

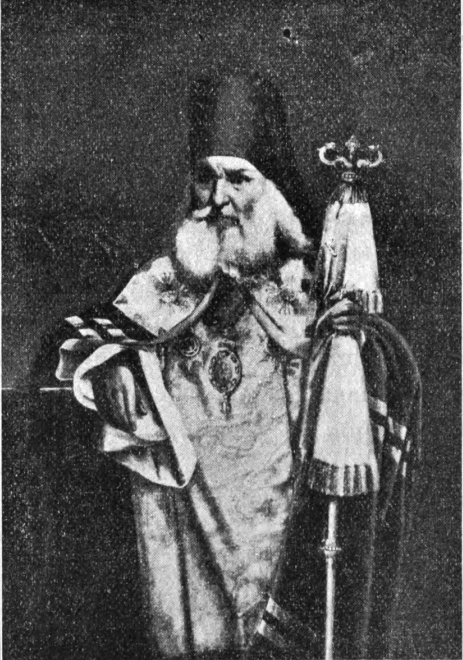
Фотография 1870-х

Обер-прокурор, пользуясь слабостью немощного телесными силами митрополита Санкт-Петербургского Серафима, стремился взять в свои руки всю духовную власть. Осуществить это желание обер-прокурору невольно помогал возвеличенный им епископ Афанасий. При содействии владыки Афанасия графом Н. А. Протасовым была проведена реформа духовных учебных заведений.
В тот период времени преосвященный Афанасий служил очень редко, проповедей вообще не говорил, епархиальными делами Винницкой епархии почти не занимался.
Современники отрицательно отзывались о нём. Все его действия расценивались как стремление удовлетворить личному самолюбию и честолюбию.
Когда преосвященный Афанасий стал не нужен обер-прокурору, он постарался удалить его из Петербурга. Епископ Афанасий был назначен в Саратовскую епархию.
С 13 января 1847 года — епископ Саратовский и Царицынский.
В саратовский период жизни преосвященный Афанасий много писал, но труды свои почти все сжигал, не признавая их полезными. Епархиальными делами он занимался лишь настолько, чтобы не разрушить текущий порядок, а все остальное время посвящал науке. Книги для преосвященного Афанасия были лучшими друзьями. «Когда я беседую с этими вот величинами, — говорил он, указывая на свои фолианты, — с этими мудрецами всех веков, я все в мире забываю… Мне ничего не нужно, кроме моих книг, кроме этих моих высоких собеседников, кроме этого высшего в мире общества».
Жизнь преосвященного Афанасия в Саратове отличалась скромностью и строгостью. Он крайне боялся подать какой-либо соблазн другим. Жил в совершенном одиночестве. Без крайности сам не выезжал к другим и у себя не принимал никого. Не допускал никаких развлечений. В архиерейском священнодействии он был величественен и великолепен. Богослужебный устав в его кафедральном соборе соблюдался очень строго.
У него был самый лучший хор из провинциальных, о котором он проявлял самое горячее отеческое попечение. Знаменитый композитор протоиерей Петр Турчанинов не один раз приезжал из Санкт-Петербурга в Саратов послушать его хор и руководить им.
В Саратове преосвященный Афанасий имел столкновение[какое?] с гражданской властью, что послужило причиной его перевода в Астрахань.
С 15 апреля 1856 года — епископ Астраханский и Енотаевский.
На новом месте по-прежнему продолжал заниматься наукой, поставив себя выше всех житейских огорчений.
23 марта 1858 года возведён в сан архиепископа.
6 апреля 1870 года по прошению уволен на покой в Астраханский Болдин монастырь с пенсией в 1500 рублей, однако временно управлял епархией до 19 июля того же года. Впоследствии переведён в Московский Данилов монастырь.
По выражению архиепископа Никанора (Бровковича), «этот иерарх был если не чудо по учёности, по громадности смысла, то явление феноменальное, в своем роде исключительное».
Скончался 7 декабря 1876 года.

## Труды
- «Слово на день Вознесении Господня». // Опыты сочинений воспитанников Московской духовной академии, М., 1824.
- «Испытывайте духов, от Бога ли они» (рассуждение) // Опыты сочинений воспитанников Московской духовной академии, М., 1824.
- «Исторические известия о костромском второклассном Богоявленском монастыре с XV по XIX век» (СПб., 1837).

## Предки
Отец Александра Васильевича Дроздова — Василий Авраамович — родился ок. 1769 г. в с. Умришенки, Белёвской округи, Тульской провинции. Священник церкви Рождества Христова в том же с. Умришенки, а после упразднения прихода из-за ветхости церкви в 1807 г. Священник церкви Николая Чудотворца в соседнем селе Каменка, Белёвского уезда, Тульской губернии.
Мать — Ирина Семёновна — родилась ок. 1771 г. в семье Священника церкви Николая Чудотворца в селе Болото, Белёвской округи, Тульской провинции, Семёна Родионовича.